# هيموجلوبين E
الهيموجلوبين هو هيموجلوبين غير طبيعي بسبب طفرة نقطية في سلسلة بيتا β. في نوكليوتيد 26 وبالتالي هناك تغيير في الحمض الاميني من حمض الجلوتاميك (glutamic acid)  إلى لايسين(lysine). الهيموجلوبين E شائع جدا بين الناس من سلالة جنوب شرق آسيا، شرق الهندي، السريلانكية وبنجلاديش.
 هذه الطفرة ßE تؤثر على التعبير الجيني ل بيتا β الذي ينتج عنه إنشاء موقع بديل للربط (الوصل المتبادل)  في mRNA في الشفرة الجينية أو الكودون  25-27 الخاص ب جين بيتا جلوبين. ينتج عن هذه العملية نقص معتدل في  β mRNA الطبيعي وبالتالي إنتاج كميات صغيرة من β mRNA الغير طبيعي. انخفاض بناء سلاسل β جلوبين (beta globin chain)  قد يسبب مرض بيتا ثلاسيميا. أيضا هذا الهيموجلوبين البديل (HbE) لديه ضعف في الاتحاد بين سلاسل ألفا وبيتا غلوبين، مما يسبب في عدم الإستقرار عندما يكون هناك كمية عالية من الأكسدة. HbE يمكن الكشف عنه عن طريق الاستشراد الكهربائي أو الهجرة الكهربائية (electrophoresis).

## مرض الهيموجلوبين-EE) E)
مرض الهيموجلوبينE هو مرض وراثي ينتج عندما نسل يرث جين HbE من كلا الوالدين. عند الولادة، الرضيع متماثل الزيجوت homozygous بالنسبة ل أليل الهيموجلوبين E لا تظهرعليه أعراض المرض وذلك بسبب وجود HbF (الهيموغلوبين الجنيني). في الأشهر الأولى من الحياة، الهيموغلوبين الجنيني يختفي وكمية الهيموجلوبين E تزيد، لذلك الرضيع تبدأ لديه بيتا ثلاسيميا خفيفة. الأشخاص الذين لديهم مغاير الزيجوت (heterozygote) لالهيموجلوبين E  (واحد طبيعي أليل والاليل الآخر غير طبيعي) لا تظهر عليهم أية أعراض (عادة لا يعانون من فقر الدم أو انحلال الدم). هناك بعض الحالات المرتبطة بانحلال الدم. الشخص متماثل الزيجوت homozygous بالنسبة لأليل الهيموجلوبين E (كلا الأليلين غير طبيعين)  يعانون من فقر دم انحلالي خفيف وتضخم طحال خفيف.

## الهيموجلوبين E سمة/ الهيموجلوبين E الصغرى: مغاير الزيجوت (Heterozygous) ل AE)HbE)
يحدث عندما جين الهيموغلوبين E موروثة من أحد الوالدين وجين الهيموغلوبين A من الآخر. يسمى هذا سمة الهيموجلوبين E  ، وهو ليس مرضا. الناس الذين لديهم سمة الهيموجلوبينE (مغاير الزيجوت) لايعانون من أعراض ظاهرة وعادة لا ينتج عنه مشاكل صحية. قد يكون لديهم انخفاض حجم الكرية الوسطي (MCV) وخلايا الدم الحمراء تكون غير طبيعية (الخلايا المستهدفة). لها أهمية سريرية محصورة نظرا لإمكانية نقل E أو بيتا-ثلاسيميا.[بحاجة لمصدر]

## تجمع مغاير الزيجوت لSE) HbE)
تجمع الزيجوت (Compound heterozygotes) لمرض الهيموجلوبين المنجلي E  ينتج عند توريث جين الهيموغلوبين E من أحد الوالدين وجين الهيموغلوبين S من الآخر. كلما انخفضت كمية الهيموغلوبين الجنيني وارتفعت كمية الهيموغلوبين S كلما ظهر فقر دم انحلالي خفيف في مرحلة مبكرة من التنمية.

## الهيموجلوبين E/بيتا- الثلاسيميا
الاشخاص الذين لديهم الهيموجلوبين E/بيتا-ثلاسيميا هو بسبب وراثة جين الهيموغلوبين E من أحد الوالدين وجين بيتا الثلاسيميا من الآخر. الهيموجلوبين E/بيتا-الثلاسيميا هو مرض حاد، وإلى الآن لا يوجد لديه علاج شامل. لأنه يؤثرعلى أكثر من مليون شخص في العالم. عواقب الهيموجلوبين E/بيتا-ثلاسيميا عندما لا تعالج يمكن أن تكوْن فشل القلب، تضخم الكبد، مشاكل في العظام، إلخ.
هناك مجموعة متنوعة من الأنماط الوراثية اعتمادا على تفاعل HbE وألفا ثلاسيميا. وجود α-الثلاسيميا يقلل من كمية HbE والتي عادة ما تكون موجودة في HbE مغاير الزيجوت. في حالات أخرى، اتحاد طفرات محدده للثلاسيميا، فإنه يوفر زيادة مقاومة الملاريا (المتصورة المنجلية).

## علم الأوبئة

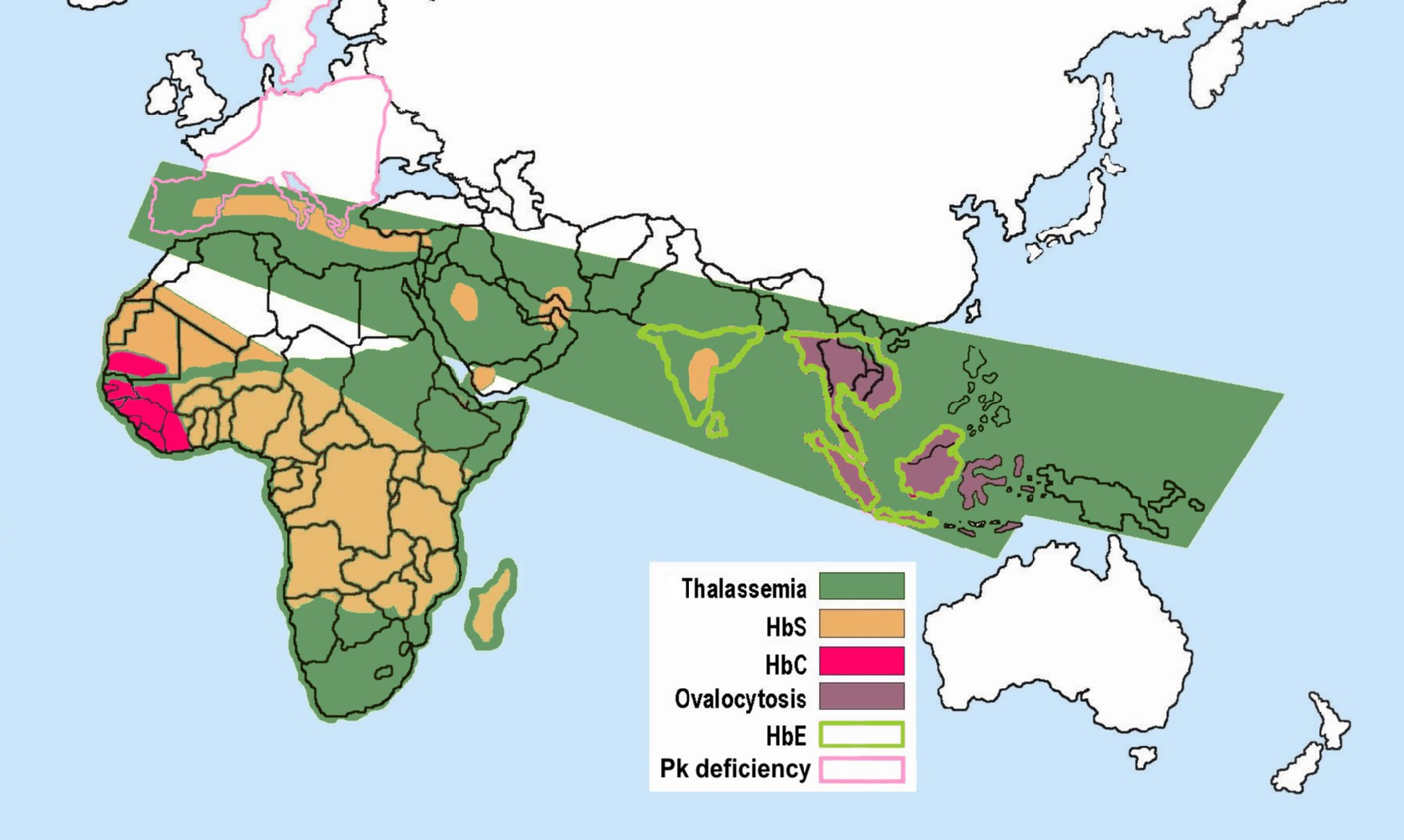
توزيع تشوهات خلايا الدم الحمراء في جميع أنحاء العالم

الهيموجلوبين E هو الأكثر انتشارا في البر الرئيسى جنوب شرق آسيا (تايلاند وميانمار وكمبوديا ولاوس وفيتنام)، حيث انتشاره يمكن أن يصل إلى 30 أو 40% ، شمال شرق الهند، حيث يصل في بعض المناطق معدل ناقلين المرض إلى 60% من السكان. في تايلاند الطفرة يمكن أن تصل إلى 50 أو 70% وهو أعلى في شرق البلاد. في سريلانكا، فإنه يمكن أن تصل إلى 40% ويؤثر على سلالة السنهالية و Vedda. كما أنها وجدت بنسبة عالية في بنغلاديش وإندونيسيا. و يمكن أن تظهر أيضا في الاشخاص من السلالة التركية، الصينية والفلبينية.  ومن المتوقع أن الزيادة في الطفرة حصلت خلال 5000 سنة الماضية. في أوروبا  تم العثور على حالات من الأسرالمصابة بالهيموجلوبين E ، ولكن في هذه الحالات، الطفرة تختلف من تلك التي وجدت في جنوب شرق آسيا. وهذا يعني أنه قد تكون هناك أصول مختلفة من طفره ßE .

## وصلات خارجية
- الهيموجلوبين E وقائع من واشنطن وزارة الصحة،
- الجمعية الأمريكية لأمراض الدم البرنامج التعليمي الشخصي الهيموجلوبين E اضطرابات
- Orphanet موسوعة دخول الهيموجلوبين E
- الهيموجلوبين E في الأوروبيين